# 王商 (蠡吾)
王 商（おう しょう、? - 紀元前25年）は、前漢の人。字は子威。涿郡蠡吾県の人。漢の宣帝の母の王翁須の甥にあたる。

## 略歴
威厳のある人となりで体格が良く、極めて優れた容貌であったとされている。
父の王武は、宣帝の外戚であることを理由に楽昌侯に封じられた。王商は若くして太子中庶子となり、厳粛で誠実であったことから賞賛された。甘露2年（紀元前52年）に父が死ぬと楽昌侯を継いだ。その際に異母弟に財産を分与し、自分は一切受け取らなかった。大臣はそういった態度が群臣の模範になり、風俗の教化に役立つと言い、王商を近臣にするようにと推薦した。そこで王商は抜擢されて諸曹侍中中郎将となった。
元帝の永光3年（紀元前41年）に右将軍となった。また、その頃定陶王劉康が寵愛され皇太子を交代する寸前であったが、王商は劉驁を擁護し、廃位を避けるのに関わった。
劉驁（成帝）が即位すると、王商を大変に重んじ、建始3年（紀元前30年）に左将軍となった。一方で、成帝の母方の伯父である大司馬大将軍の王鳳が権力を握っており、王商と王鳳の間は上手くいかなかった。
同年秋、長安で民が「洪水が来る」と言って逃げ惑い、長安中がパニックに陥った。成帝が大臣を召し出して議論させると、王鳳は成帝・王太后らは船に乗り、民や官吏は長安城に登って洪水を避けるべきだと主張し、大臣たちもそれに従った。しかし王商だけはこれは噂に過ぎず、城に登らせるのは民を更に驚かせるだけだと主張し、成帝は王鳳の策を取りやめた。しばらくするとパニックは収まり、事実無根の流言であったことが分かった。成帝はこれにより王商を評価し、王鳳は大いに恥じた。
建始4年（紀元前29年）、王商は匡衡に代わって丞相となり、成帝は彼を信任した。
河平4年（紀元前25年）、匈奴単于が来朝した際には、丞相王商を見ておおいに畏れた。それを聞いた成帝は「彼こそ真の丞相である」と言った。
その頃、王鳳が自分の姻族の太守を罷免しないよう王商に請託したが王商は聞かなかったため、王鳳は恨んで王商の醜聞を嗅ぎ付け、人に上奏させた。成帝はかばおうとしたが、王鳳は強く主張して司隷校尉に取調べさせた。左将軍史丹らは王商を詔獄に送るよう上奏した。成帝はなおも王商をかばい却下したが、王鳳が強く主張したため、ついに王商を丞相から罷免することとなった。
王商は罷免されて3日後に病死し、戻侯と諡された。王商の親族で皇帝の近臣になっていた者は皆配置換えされ、皇帝の側仕えをする者は無くなった。
大臣は封邑も取り上げるよう上奏したが、成帝は長男の王安に楽昌侯を継がせた。王安は長楽衛尉・光禄勲となったが、平帝の元始年間に王莽に罪を被せられて自殺し、封国も没収された。